# Psaliodes prunicolor
Psaliodes prunicolor là một loài bướm đêm trong họ Geometridae.